# Campeonato Europeu Júnior de Atletismo de 2001
O Campeonato Europeu Júnior de Atletismo de 2001 foi a 16ª edição do torneio organizada pela Associação Europeia de Atletismo para atletas com menos de vinte anos, classificados como Júnior. O evento foi realizado no Estádio Olimpico Carlo Zecchini em Grosseto na Itália, entre 19 e 22 de julho de 2001. Nessa edição foram quebrados 5 recordes do campeonato, tendo como destaque da Rússia com 17 medalhas, sendo 8 de ouro. 

## Resultados
Esses foram os resultados do campeonato. 

### Masculino
| Evento                       | Ouro                                                                                  | Ouro     | Prata                                                                      | Prata    | Bronze                                                                            | Bronze   |
| ---------------------------- | ------------------------------------------------------------------------------------- | -------- | -------------------------------------------------------------------------- | -------- | --------------------------------------------------------------------------------- | -------- |
| 100 m                        | Mark Lewis-Francis (GBR)                                                              | 10.09    | Tim Goebel (GER)                                                           | 10.18    | Igor Blažević (CRO)                                                               | 10.31    |
| 200 m                        | Ronald Pognon (FRA)                                                                   | 20.80    | Kevin Rans (BEL)                                                           | 20.89    | Dwayne Grant (GBR)                                                                | 20.92    |
| 400 m                        | Tim Benjamin (GBR)                                                                    | 46.43    | Johan Wissman (SWE)                                                        | 46.81    | Bastian Swillims (GER)                                                            | 46.88    |
| 800 m                        | René Herms (GER)                                                                      | 1:46.98  | Arnoud Okken (NED)                                                         | 1:48.02  | Ricky Soos (GBR)                                                                  | 1:48.43  |
| 1.500 m                      | Cosimo Caliandro (ITA)                                                                | 3:48.49  | Tomasz Babiszkiewicz (POL)                                                 | 3:48.66  | Arturo Casado (ESP)                                                               | 3:48.76  |
| 5.000 m                      | Mo Farah (GBR)                                                                        | 14:09.91 | Bruno Saramago (POR)                                                       | 14:11.65 | Noel Cutillas (ESP)                                                               | 14:12.43 |
| 10.000 m                     | Vasyl Matviychuk (UKR)                                                                | 30:43.19 | Aliaksandr Nikalayuk (BLR)                                                 | 30:46.37 | Abdulrahman Kara (TUR)                                                            | 31:00.36 |
| 110 m com barreiras          | Philip Nossmy (SWE)                                                                   | 13.81    | Sebastian Siebert (GER)                                                    | 13.83    | Dominic Girdler (GBR)                                                             | 14.16    |
| 400 m com barreiras          | Christian Duma (GER)                                                                  | 50.26    | Henning Hackelbusch (GER)                                                  | 50.76    | Mikhail Lipski (RUS)                                                              | 51.00    |
| 3.000 m com obstáculo        | Radosław Popławski (POL)                                                              | 8:46.36  | Mircea Bogdan (ROM)                                                        | 8:49.76  | Hristóforos Meroúsis (GRE)                                                        | 8:51.87  |
| Revezamento 4 x 100 metros   | Reino Unido · Tyrone Edgar · Dwayne Grant · Timothy Benjamin · Mark Lewis-Francis     | 39.24    | França · Steve Bonvard · Ronald Pognon · Xavier Guillaume · Ladji Doucouré | 39.76    | Polónia · Mariusz Latkowski · Marcin Świerczyński · Krzysztof Koczoń · Paweł Ptak | 39.96    |
| Revezamento 4 x 400 metros   | Polónia · Marcin Marciniszyn · Michał Matyjaszczyk · Piotr Kędzia · Karol Grzegorczyk | 3:06.12  | Reino Unido · Robert Tobin · Russell Nicholls · Sam Ellis · Tim Benjamin   | 3:06.21  | Espanha · David Melo · Diego Ruiz · Jairo Vera · Jorge Artal                      | 3:07.47  |
| 10 km marcha atlética        | Yevgeniy Demkov (RUS)                                                                 | 43:34.12 | Sergei Lystov (RUS)                                                        | 43:39.46 | Benjamin Kuciński (POL)                                                           | 43:44.87 |
| Salto em altura              | Andrei Chubsa (BLR)                                                                   | 2.23 m   | Jiri Krehula (CZE)                                                         | 2.21 m   | Mickael Hanany (FRA)                                                              | 2.19 m   |
| Salto com vara               | Dmitriy Kuptsov (RUS)                                                                 | 5.55 m   | Kevin Rans (BEL)                                                           | 5.50 m   | Stauros Kouroupacis (GRE)                                                         | 5.35 m   |
| Salto em distância           | Louis Tsatoumas (GRE)                                                                 | 7.98 m   | Jan Zumer (SLO)                                                            | 7.72 m   | Dmitri Sapinski (RUS)                                                             | 7.72 m   |
| Salto triplo                 | Marian Oprea (ROM)                                                                    | 16.65 m  | Jonathan Moore (GBR)                                                       | 16.43 m  | Viktor Yastrebov (UKR)                                                            | 16.43 m  |
| Arremesso de peso (6 kg)     | Michał Hodun (POL)                                                                    | 18.23 m  | Robert Häggblom (FIN)                                                      | 17.96 m  | Marco Fortes (POR)                                                                | 17.86 m  |
| Arremesso de disco (1,75 kg) | Michał Hodun (POL)                                                                    | 57.95 m  | Arnost Holovsky (CZE)                                                      | 54.46 m  | Dzmitry Sivakou (BLR)                                                             | 54.23 m  |
| Lançamento de martelo        | Krisztián Pars (HUN)                                                                  | 69.42 m  | Alexei Elisseev (RUS)                                                      | 68.32 m  | Eşref Apak (TUR)                                                                  | 67.56 m  |
| Arremesso de dardo (6 kg)    | Alexandr Ivanov (RUS)                                                                 | 80.18 m  | Andreas Thorkildsen (NOR)                                                  | 76.98 m  | Saku Kuusisto (FIN)                                                               | 76.98 m  |
| Decatlo                      | Ladji Doucouré (FRA)                                                                  | 7747 pts | Lars Albert (GER)                                                          | 7683 pts | Atis Vaisjuns (LAT)                                                               | 7497 pts |

### Feminino
| Evento                       | Ouro                                                                               | Ouro     | Prata                                                                          | Prata    | Bronze                                                                         | Bronze   |
| ---------------------------- | ---------------------------------------------------------------------------------- | -------- | ------------------------------------------------------------------------------ | -------- | ------------------------------------------------------------------------------ | -------- |
| 100 m                        | Katchi Habel (GER)                                                                 | 11.24    | Gwladys Belliard (FRA)                                                         | 11.50    | Amélie Huyghes (FRA)                                                           | 11.59    |
| 200 m                        | Vernicha James (GBR)                                                               | 22.93    | Katchi Habel (GER)                                                             | 23.38    | Maja Nose (SLO)                                                                | 23.60    |
| 400 m                        | Tatyana Firova (RUS)                                                               | 52.94    | Lisa Miller (GBR)                                                              | 53.29    | Kim Wall (GBR)                                                                 | 53.52    |
| 800 m                        | Lucia Klocová (SVK)                                                                | 2:03.76  | Kerstin Werner (GER)                                                           | 2:03.99  | Tetyana Petlyuk (UKR)                                                          | 2:04.15  |
| 1.500 m                      | Ljiljana Ćulibrk (CRO)                                                             | 4:13.13  | Emma Ward (GBR)                                                                | 4:13.51  | Riina Tolonen (FIN)                                                            | 4:14.48  |
| 3.000 m                      | Elvan Abeylegesse (TUR)                                                            | 8:53.42  | Tatyana Chulakh (RUS)                                                          | 9:02.64  | Ulla Tuimala (FIN)                                                             | 9:07.35  |
| 5.000 m                      | Elvan Abeylegesse (TUR)                                                            | 15:21.12 | Elina Lindgren (FIN)                                                           | 16:11.55 | Collette Fagan (GBR)                                                           | 16:16.39 |
| 100 m com barreiras          | Gergana Stoyanova (BUL)                                                            | 13.04    | Adrianna Lamalle (FRA)                                                         | 13.08    | Lucie Škrobáková (CZE)                                                         | 13.30    |
| 400 m com barreiras          | Zofia Małachowska (POL)                                                            | 57.78    | Patrícia Lopes (POR)                                                           | 57.93    | Mariya Menshikova (RUS)                                                        | 58.83    |
| 2.000 m com obstáculo        | Catalina Oprea (ROM)                                                               | 6:34.89  | Gwendoline Després (FRA)                                                       | 6:36.06  | Antje Hoffmann (GER)                                                           | 6:36.67  |
| Revezamento 4 x 100 metros   | Alemanha · Nadine Hentschke · Christa Kaufmann · Kerstin Grötzinger · Katchi Habel | 44.16    | França · Amélie Huyghes · Cecile Sellier · Gwladys Belliard · Adriana Lamalle  | 44.37    | Reino Unido · Danielle Norville · Eleanor Caney · Amy Spencer · Vernicha James | 44.66    |
| Revezamento 4 x 400 metros   | Reino Unido · Kim Wall · Olivia Hines · Vernicha James · Lisa Miller               | 3:34.63  | Alemanha · Eileen Müller · Claudia Hoffmann · Nadine Balkow · Larissa Kettenis | 3:36.20  | Roménia · Diana Koroszi · Liliana Barbulescu · Norica Manafu · Maria Rus       | 3:41.12  |
| 10 km marcha atlética        | Tatyana Kozlova (RUS)                                                              | 46:22.67 | Athanasia Tsoumeleka (GRE)                                                     | 46:29.20 | Beatriz Pascual (ESP)                                                          | 46:49.81 |
| Salto em altura              | Ramona Pop (ROM)                                                                   | 1.92 m   | Anna Chicherova (RUS)                                                          | 1.90 m   | Anna Ksok (POL)                                                                | 1.90 m   |
| Salto com vara               | Yelena Isinbayeva (RUS)                                                            | 4.40 m   | Natalya Kushch (UKR)                                                           | 4.15 m   | Vanessa Boslak (FRA)                                                           | 4.15 m   |
| Salto em distância           | Anastasiya Ilyina (RUS)                                                            | 6.38 m   | Alina Militaru (ROM)                                                           | 6.32 m   | Katarzyna Klisowska (POL)                                                      | 6.26 m   |
| Salto Triplo                 | Anastasiya Ilyina (RUS)                                                            | 14.12 m  | Athanasia Perra (GRE)                                                          | 13.73 m  | Viktoriya Gurova (RUS)                                                         | 13.68 m  |
| Arremesso de peso (6 kg)     | Natalya Khoroneko (BLR)                                                            | 16.92 m  | Kristin Marten (GER)                                                           | 16.02 m  | Claudia Villeneuve (FRA)                                                       | 15.82 m  |
| Arremesso de disco (1,75 kg) | Natalya Fokina (UKR)                                                               | 56.69 m  | Vera Begić (CRO)                                                               | 55.02 m  | Olga Chernogorova (BLR)                                                        | 54.49 m  |
| Lançamento de martelo        | Ivana Brkljačić (CRO)                                                              | 64.18 m  | Martina Danišová (SVK)                                                         | 61.97 m  | Berta Castells (ESP)                                                           | 61.04 m  |
| Lançamento de dardo          | Halina Kakhava (BLR)                                                               | 55.40 m  | Goldie Sayers (GBR)                                                            | 55.40 m  | Marion Bonaudo (FRA)                                                           | 53.71 m  |
| Heptatlo                     | Carolina Klüft (SWE)                                                               | 6022 pts | Maren Freisen (GER)                                                            | 5956 pts | Olga Karas (RUS)                                                               | 5745 pts |

## Quadro de medalhas

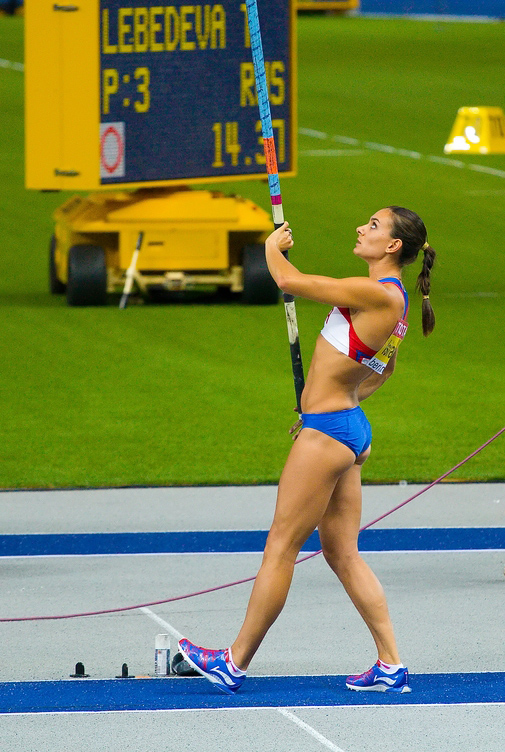
Yelena Isinbayeva estabeleceu um recorde no campeonato no salto com vara.

| Ordem | País          | Medalha de ouro | Medalha de prata | Medalha de bronze | Total |
| ----- | ------------- | --------------- | ---------------- | ----------------- | ----- |
| 1     | Rússia        | 8               | 4                | 5                 | 17    |
| 2     | Reino Unido   | 6               | 5                | 6                 | 17    |
| 3     | Polónia       | 5               | 1                | 4                 | 10    |
| 4     | Alemanha      | 4               | 9                | 2                 | 15    |
| 5     | Roménia       | 3               | 2                | 1                 | 6     |
| 6     | Bielorrússia  | 3               | 1                | 2                 | 6     |
| 7     | França        | 2               | 5                | 5                 | 12    |
| 8     | Ucrânia       | 2               | 1                | 2                 | 5     |
| 9     | Croácia       | 2               | 1                | 1                 | 4     |
| 10    | Suécia        | 2               | 1                | 0                 | 3     |
| 11    | Turquia       | 2               | 0                | 2                 | 4     |
| 12    | Grécia        | 1               | 2                | 2                 | 5     |
| 13    | Eslováquia    | 1               | 1                | 0                 | 2     |
| 14=   | Bulgária      | 1               | 0                | 0                 | 1     |
| 14=   | Hungria       | 1               | 0                | 0                 | 1     |
| 14=   | Itália        | 1               | 0                | 0                 | 1     |
| 17    | Finlândia     | 0               | 2                | 3                 | 5     |
| 18=   | Portugal      | 0               | 2                | 1                 | 3     |
| 18=   | Chéquia       | 0               | 2                | 1                 | 3     |
| 20    | Bélgica       | 0               | 2                | 0                 | 2     |
| 21    | Eslovênia     | 0               | 1                | 1                 | 2     |
| 22=   | Países Baixos | 0               | 1                | 0                 | 1     |
| 22=   | Noruega       | 0               | 1                | 0                 | 1     |
| 24    | Espanha       | 0               | 0                | 5                 | 5     |
| 25    | Letônia       | 0               | 0                | 1                 | 1     |
| Total | Total         | 44              | 44               | 44                | 132   |

Legenda
| Recorde mundial       | Recorde mundial (World record)               |                       | Recorde africano                      | Recorde africano (African) |                                           | Q | Classificado por posição (Qualified) |
| Recorde do campeonato | Recorde do campeonato (Championship record)  | Recorde da América    | Recorde da América (Americas)         | q                          | Classificado por melhor tempo (Qualified) |   |                                      |
| Melhor marca do ano   | Melhor marca do ano (World leading)          | Recorde asiático      | Recorde asiático (Asian)              | DNS                        | Não largou (Did not start)                |   |                                      |
| Recorde nacional      | Recorde nacional (National record)           | Recorde europeu       | Recorde europeu (European)            | DNF                        | Não terminou (Did not finish)             |   |                                      |
| Recorde pessoal       | Recorde pessoal do atleta (Personal best)    | Recorde da Oceania    | Recorde da Oceania (Oceania)          | DSQ / DQ                   | Desclassificado (Disqualified)            |   |                                      |
| Recorde da temporada  | Recorde da temporada do atleta (Season best) | Recorde sul-americano | Recorde sul-americano (South America) | NM                         | Sem marca (No mark)                       |   |                                      |